# Ericabatrachus baleensis
Az Ericabatrachus baleensis a kétéltűek (Amphibia) osztályába, a békák (Anura) rendjébe és a Petropedetidae családba tartozó Ericabatrachus nem monotipikus faja. Besorolását sokáig vitatták, de a molekuláris analízis egyértelműen a Petropedetidae családba helyezi, a korábbi helye, a Phrynobatrachidae vagy a Pyxicephalidae család helyett.

## Elterjedése
A faj Etiópia endemikus faja; az ország Bale hegységében honos 2400–3200 méteres tengerszint feletti magasságban. Eddig csak három, jól körülhatárolt területen figyelték meg, teljes elterjedési területét 0,96 km átmérőjűnek becsülik.

## Megjelenése
Az Ericabatrachus baleensis apró termetű békafaj. A kifejlett hímek hossza 19–22 mm, a nőstényeké 23–27 mm. Mellső lábukon nincs, hátsó lábukon csak kezdetleges úszóhártya található. A kifejlett hímek combján jól látható mirigyek láthatók.

## Természetvédelmi helyzete
A fajra legnagyobb fenyegetést élőhelyének folyamatos pusztulása jelenti, mely főleg a legeltetés, és az erdőirtás következménye. A rajzóspórás gombák előfordulása az etióp magasföldi kétéltűekben jelentős, és ebben a fajban is megfigyelték, de ennek hatása még nem ismeretes.
A faj teljes ismert elterjedési területe a Bale Mountains National Park területére esik. Az etióp természetvédelmi hatóság és a Frankfurti Zoológiai Társaság már régóta folytat természetvédelmi tevékenységet a parkban, de ebből hiányoznak a kifejezetten kétéltűekre vonatkozó feladatok.